# Mycetophila ornata
Mycetophila ornata es una especie de mosquito del género Mycetophila, categorizada en la tribu Mycetophilini, subfamilia Mycetophilinae.

## Distribución
Se distribuye por Europa: Reino Unido, Noruega, Finlandia, Suecia, Estonia, Luxemburgo, Eslovaquia, Francia y Alemania.

## Taxonomía
Fue descrita por Stephens en 1829.
Tratamiento taxonómico
La especie aparece registrada y publicada en A systematic catalogue of British insects... Part II. Insecta Haustellata. Baldwin & Cradock, London. 388 pp.